# K7 소음기관단총
K7 소음기관단총은 대한민국의 국산 소음기관단총이다.
특전사의 요청에 의해 국방기술품질원과 대우통신이 1998년부터 2년 8개월에 걸쳐 공동으로 개발하였다.
9 mm 루거 패러벨럼 탄과 IMI 우지용 탄창을 사용하며, 단순 블로우백, 클로즈드 볼트 방식으로 작동한다. K1A 기관단총을 기반으로 개발되어 총몸이 매우 유사하다. 총기의 소음(騷音)은 111dB정도이다.
K7과 유사한 MP5SD와 비교했을 때 저렴한 가격, 우수한 야전 운용성, 신뢰성이 장점이다.

## 운용 국가
- 대한민국 : 육군/해군/공군 특수부대,경찰 특수부대
- 방글라데시 인민 공화국
- 인도네시아 공화국 : 코만도 파수칸 카탁 전술 잠수 부대, 코만도 파수칸 큐수스 특수부

## 같이 보기
- MP5SD
- K-9/10